# NGC 7082
NGC 7082 is een open sterrenhoop in het sterrenbeeld Zwaan. Het hemelobject werd op 19 oktober 1788 ontdekt door de Duits-Britse astronoom William Herschel.

## Synoniemen
- OCL 209